# Giovanni Venturini
Giovanni Venturini (Corteno, 1916 – Mù di Edolo, 11 aprile 1945) è stato un militare e partigiano italiano, Medaglia d'oro al valor militare.

## Biografia
Ferito sul fronte russo, al momento dell'Armistizio di Cassibile è ricoverato all'ospedale di Imola, pur infermo nel novembre del 1943, si trasferisce in Val Camonica ed entra a far parte della Brigata Fiamme Verdi "Schivardi".
Caduto in mano delle SS viene torturato e successivamente giustiziato. Prima di morire rivolge al plotone di esecuzione parole di perdono.